# Nikołaj Pusznicki
Nikołaj Pusznicki (ros. Николай Пушницкий, ur. ?, zm. ?) – rosyjski żeglarz, olimpijczyk, zdobywca brązowego medalu w regatach na Letnich Igrzyskach Olimpijskich w 1912 roku w Sztokholmie.

## Kariera sportowa
Na Letnich Igrzyskach Olimpijskich 1912 zdobył brąz w żeglarskiej klasie 10 metrów. Załogę jachtu Gallia II tworzyli również Esper Biełosielski, Ernst Brasche, Aleksandr Rodionow, Iosif Schomaker, Philipp Strauch i Karl Lindholm.